# Hannah Tapp
Hannah Tapp, född 21 juni 1995 i Stewartville, USA, är en volleybollspelare (center). Hon debuterade i  i USA:s landslag vid FIVB World Grand Prix 2017. På klubbnivå spelar hon sedan 2019 för Hitachi Rivale.
Hannah har en tvillingsyster, Paige Sander, som liksom hon spelar i landslaget.